# أدولف أندرسون
أدولف أندرسون (بالسويدية: Adolf Andersson)‏ هو سباح سويدي، ولد في 23 يونيو 1888 في ستوكهولم في السويد، وتوفي في 23 نوفمبر 1974.

## وصلات خارجية
- أدولف أندرسون على موقع أوليمبيديا (الإنجليزية)
- أدولف أندرسون على موقع اللجنة الأولمبية السويدية (السويدية)